# Ndande
Ndande (ou N'Dande) est une localité du Sénégal située dans le département de Kébémer et la région de Louga. C'est un site très historique du royaume du cadior. 

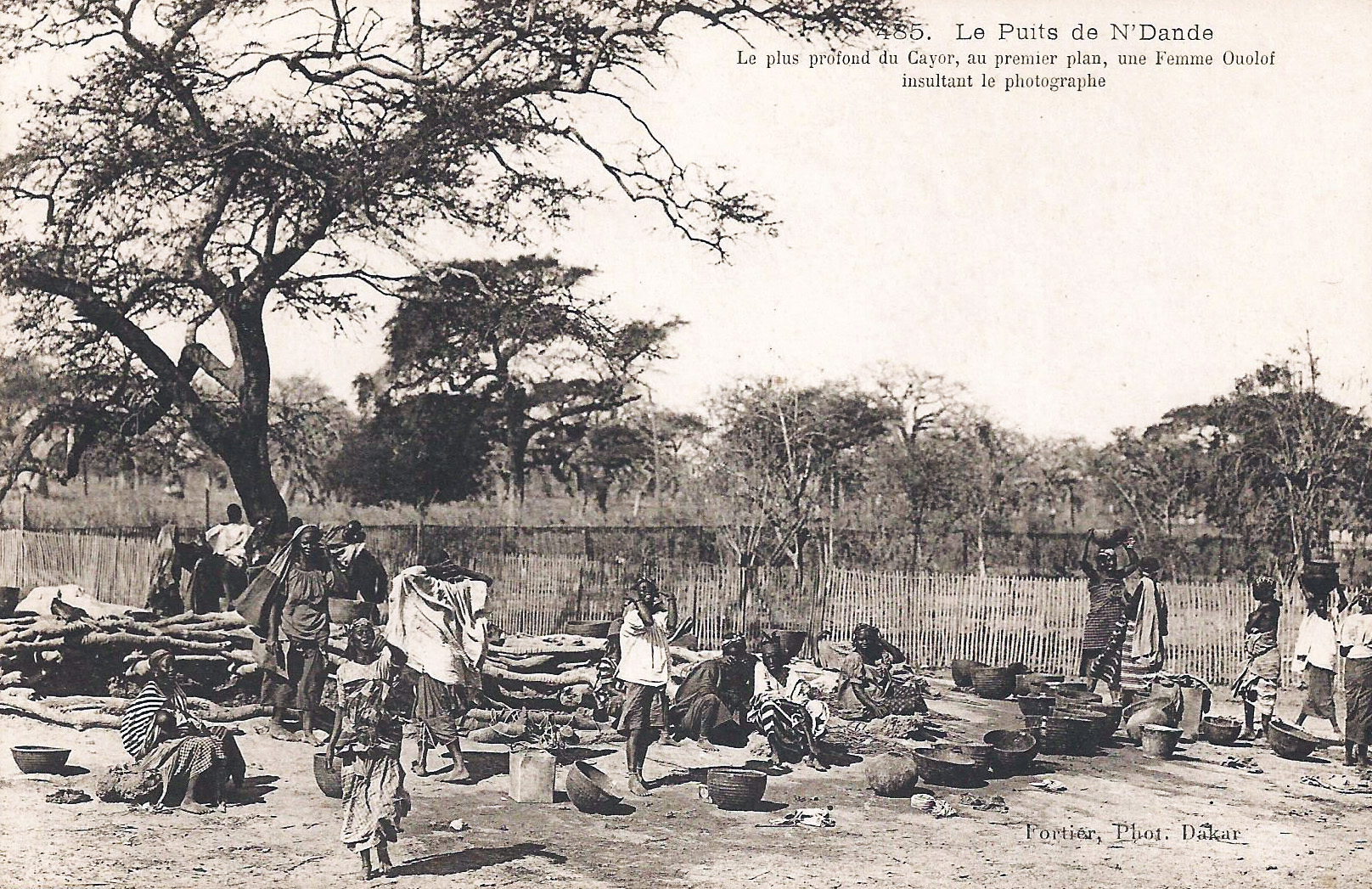
Le puits de N'Dande, « le plus profond du Cayor » (AOF).

C'est le chef lieu de la communauté rurale qui porte le même nom.
Située sur l'axe routier Dakar/Saint-Louis à 66 km de Thiès et à 40 km de Louga, la communauté rurale de Ndande est composée de 1 636 ménages pour une population de 17 013 habitants, dont 3 563 pour Ndande proprement dit.